# Leonard H. Stringfield
Leonard Stringfield (n. 1920 - d. 1994) a fost un ufolog american care s-a ocupat mai mult cu relatări despre OZN-uri care s-au prăbușit. Contactelor sale din domeniul medical i-ar fi dat primele descrieri ale unor corpuri extraterestre care ar fi fost recuperate de la Roswell sau din altă parte.

## Observațiile din cel de-al doilea război mondial

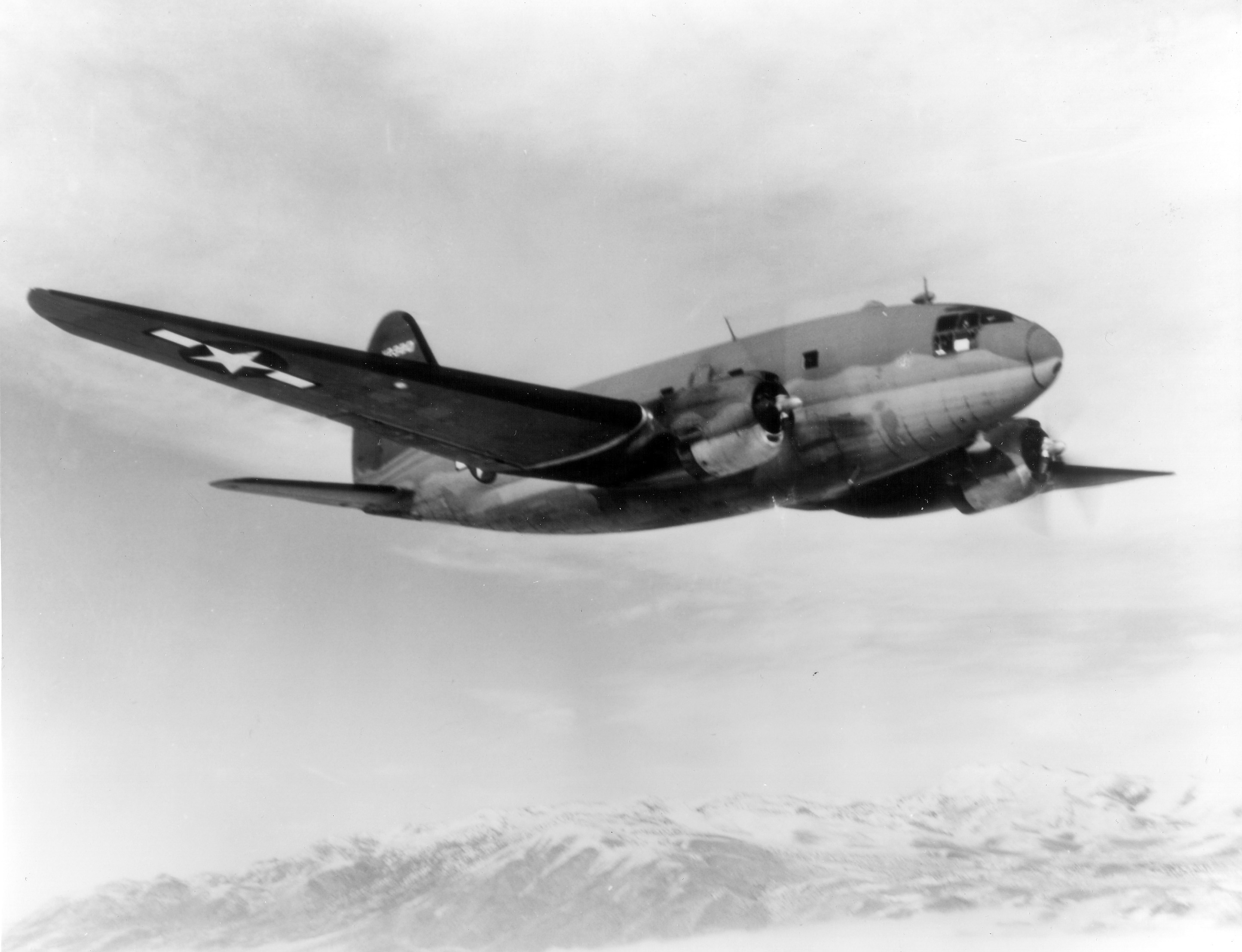
Un exemplu de avion C-46

Stringfield a deveni interesat de ufologie începând cu 28 august 1945, cu doar trei zile înainte de sfârșitul războiului, când era ofițer al Forțelor Aeriene Americane în drum spre Tokyo, Japonia, împreună cu alți douăsprezece specialiști din cadrul Forței Aeriene a 5-a Americană:
Am fost șocat să vad trei obiecte necunoscute la tribord în dreptul ferestrei mele. Erau incredibil de albe, ceva asemănător cu arderea magneziului; și se apropiau pe un curs paralel de cel al avionului nostru C-46. Dintr-o dată motorul nostru din stânga a cedat, și mai târziu mi-am dat seama că acele instrumentelor noastre magnetice de navigare au înnebunit. Deoarece C-46 a pierdut din altitudine și uleiul a început să țâșnească tulbure din motor, pilotul a pornit alarma; echipajului și pasagerilor li s-a spus să se pregătească pentru impact! Nu-mi amintesc gândurile sau acțiunile mele în continuare, au fost momente oribile... Obiectele au zburat în aceeași formație strânsă și-au dispărut într-un nor. Instantaneu motorul navei a repornit, am început să ne ridicăm și am zburat pe un curs echilibrat pentru a ateriza în siguranță pe insula Iwo Jima.

Coperta volumului din 1977 Situation Red de Leonard H. Stringfield

## Rapoarte publicate
1. Inside Saucer Post...3-0 Blue: CRIFO Views the Status Quo: A Summary Report (1957)
2. Situation Red, Fawcett Crest Books 1977 (PB), ISBN 0-449-23654-4
3. Statistica întâlnirilor de gradul al treilea: Un studiu de caz despre pretinse OZN-uri (și despre ocupanți acestora) aflate în custodie militară (1978), studiu prezentat la microfon la al IX-lea Simpozion Anual MUFON de la Dayton, Ohio, iulie, 1978. (Neoficial: Status Report I)[2]
4. The UFO Crash/Retrieval Syndrome: Status report II: New Sources, New Data (1980)
5. UFO Crash/Retrievals: Amassing the Evidence: Status Report III (1982)
6. The fatal encounter at Ft. Dix-McGuire: A case study: Status Report IV (1985)
7. UFO Crash/Retrievals: Is the coverup lid lifting?: Status Report V (1989)
8. UFO Crash/Retrievals: The Inner sanctum : Status Report VI (1991)
9. UFO Crash/Retrievals: Search for Proof in a Hall of Mirrors: Status Report VII (1994)

## Număr Stringfield
În 2007, The Anomaly Response Network (Rețeaua de Răspuns în fața Anomaliilor) a început să dezvolte Proiectul Numărul Stringfield, care studiază colaborarea în domeniul cercetării a ufologilor, asemănător cu Proiectul Numărul Erdős din matematică. 